# トビイロハゴロモ
トビイロハゴロモ Mimophantia maritima はカメムシ目アオバハゴロモ科の昆虫。左右から扁平な翅の大きい昆虫で、頭と前翅の後端が尖り、全体に淡い褐色をしている。

## 特徴

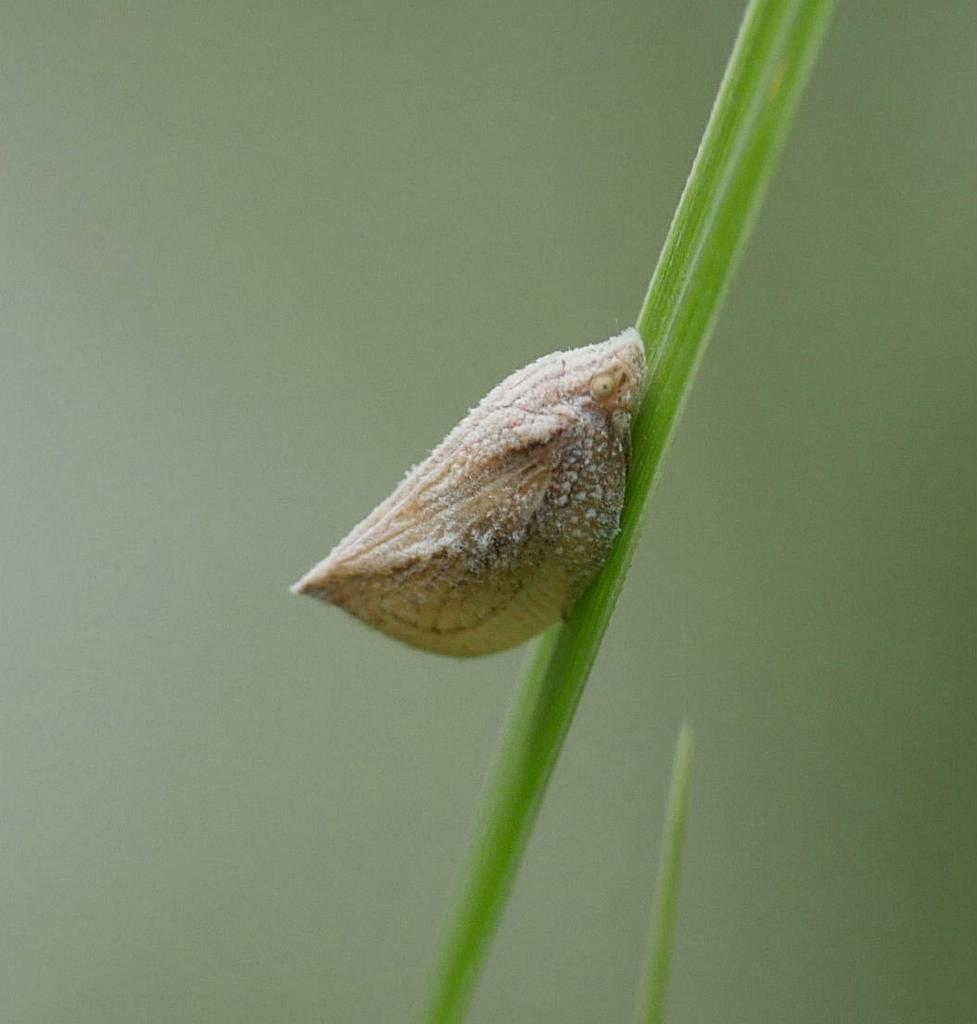
真横から

体長4-5mm、翅の端までは5.5-6mmになる昆虫。翅を広げると差し渡しは10-12mmになる。体色は全体として汚黄色から淡褐色をしている。頭部は前方に少し突き出し、両側面がやや暗い色をしているが、はっきりしないことが多い。複眼は淡褐色で、単眼は紅色、触角は黄色。複眼の間の部分は丸く膨らんでおり、光沢があって暗い黄色をしているが、その中央部は色が暗い中に黄色の霜降り模様が出ることが多い。前胸背は短くて、暗黄色で、その中央に2条の暗い縦筋が出ることもある。小楯板もこれとほぼ同様ながら、暗色の縦条は不明確なこともある。腹部背面は黄褐色から暗褐色。前翅は幅広く、前の縁は前方に丸く盛り上がったような形を取る。これは折りたたまれた状態では下向きになって腹部側面を覆う部分である。また後ろの縁は尖り、これは翅を閉じた時には背面側の端になって後ろに突き出す部分に当たる。前翅の表面の前面、特に基部と爪状部には顆粒状の小突起が多数散在する。また中央部から後端の尖った端に向けて暗色の筋模様が入り、それに外側の縁の後半部分も暗色になる。後翅は乳白色で半透明、翅脈は淡黄色になっている。体の下面、および歩脚は全体に汚黄色となっている。
幼虫は全身を白い粉に覆われ、尾が長くて特異な形態をしている。

## 分布など
本州、四国、九州、屋久島、南西諸島に分布し、国外では台湾からも知られる
海岸から平地のイネ科植物の雑草に多く見られる。時にイネ科の作物にも発生する。

## 近縁種
同じ科のアオバハゴロモは本種より多く見られ、全体に青みを帯びた色をしている。属は異なり、形態的特長としては、本種のように頭部が突き出さない点も上げられる。

## 利害
本種は普通はイネ科の雑草につくものであるが、まれに作物でも発生する。イネ科の牧草に発生する例もあり、沖縄ではサトウキビで多数が発生することがあり、また水田で発生することも西日本ではまれに知られる。ただし被害の程度については明らかでないというから、要するに重視はされていない。沖縄での発生時期は4-11月である。